# Amnesia (песня Roxen)
«Amnesia» — песня, записанная румынской певицей Roxen, изданная компанией Warner Music Poland 4 марта 2021 года в цифровом формате. Её написали Аделина Стонге и Виктор Бурону, который также отвечал за продакшен. Музыкальные критики сравнивали эту песню с «Alcohol You» той же Roxen, с которой она должна была представить отмененноё «Евровидение-2020».

## Предыстория
«Amnesia» была написана Аделиной Стынге и Виктором Бурошу. Бурошу, более известный под именем Вики Ред, ранее сотрудничал с Roxen над несколькими песнями, в том числе над «Alcohol You». «Amnesia» была выпущена для цифровой загрузки и стриминга на различных территориях 4 марта 2021 года Warner Music Poland, чей лейбл Roxen Global Records сотрудничал с компанией для проведения рекламной кампании в июле 2020 года. Песня уже была доступна в магазинах до её запланированной премьеры в 20:00 CET в тот же день на TVR1; это побудило Люси Перси из Wiwibloggs предположить, что команда певицы «случайно установила релиз в полночь по местному времени, а не согласовала его со временем официального объявления».
С музыкальной точки зрения «Amnesia» была описана как «меланхоличная» и «темная» баллада, которая имела подобный «уязвимый элемент» и «деликатный» характер «Alcohol You». Включая то, что Перси из Wiwibloggs увидел, как «современный и молодёжный» звук, «Amnesia» встраивается в «огромный финал» после своих «спокойных» стихов и «мощного» ритма, управляемого ритмом в среднем темпе. Roxen поёт в «трепетном» стиле на композиции, что, наряду с привлекательным характером песни и коммерческой привлекательностью, получило высокую оценку от многих музыкальных критиков.

## Музыкальное видео и продвижение
Клип на песню «Amnesia» был загружен на обоих Youtube-каналах, как самой певицы, так и на официальном канале Евровидения 4 марта 2021 года. Видеозапись, снятая в пустом Национальном театре в Бухаресте режиссёром Богданом Пауном, изображает Roxen в спортивном чёрном костюме, исполняя хореографию с современными артистами танца, одетыми в белое. Заканчивается клип сообщением: «За каждый крик, который не был услышан. Относительно значения видео, румынский телерадиокомпания Румынское телевидение (TVR) уточнила, что оно рассказывает историю одинокой девушки, которая борется со своим внутренним я» и «состояниями, которые контролируются внешней средой. Несмотря на то, что она постоянно окружена страхами, которые контролируют её, ей удается избавиться от них, возвращает контроль и становится всё сильнее и увереннее в своих силах»". Для дальнейшего продвижения Roxen исполнила песню во время виртуальных концертов и Wiwi Jam в апреле и мае 2021 года соответственно.

## На Евровидении
Как и для отмененного песенного конкурса «Евровидение-2020», Roxen вновь была выбрана внутренним представителем Румынии на конкурсе 2021 года в рамках сотрудничества телекомпании TVR с лейблом певицы Global Records. Представитель Румынии был объявлен 31 марта 2020 года. «Amnesia» была избрана в качестве вступления внутренней комиссией жюри, состоящего из нескольких профессионалов музыкальной индустрии. Это была часть примерно шести других англоязычных песен, которые Roxen записала. Появление трека на музыкальных платформах до запланированного раскрытия выхода Румынии на TVR1 вызвало спекуляции среди наблюдателей.